# Beestenbos is boos (boekenreeks)
Beestenbos is boos (originele titel: The Animals of Farthing Wood) is een achtdelige kinderboekenserie, geschreven door de Britse schrijver Colin Dann. De boeken vertellen het verhaal van een groep dieren die hun bos moeten verlaten omdat ontwikkelaars er plaats willen maken voor een groots bouwproject. Om aan de dood te ontsnappen reizen ze samen naar het Witte Hertenpark, waar ze veilig zullen zijn. Ze sluiten een verbond dat inhoudt dat ze elkaar zullen beschermen en niet opeten tot ze hun bestemming hebben bereikt.
Het eerste boek werd gepubliceerd in 1979 en was oorspronkelijk bedoeld als een opzichzelfstaand verhaal; het was de bedoeling dat het boek ophield bij het bereiken van het Witte Hertenpark. Maar na het succes van het eerste boek volgden nog zeven andere verhalen. De huidige Britse editie wordt gepubliceerd door Egmont Publishing. 

## Boeken

### Farthing Wood-serie
- 1979 - The Animals of Farthing Wood (Beestenbos is boos)
- 1981 - In the Grip of Winter
- 1982 - Fox's Feud
- 1983 - The Fox Club Bold
- 1985 - The Siege of White Deer Park
- 1989 - In the Path of the Storm
- 1992 - Battle for the Park
- 1994 - Farthing Wood - The Adventure Begins

Het originele boek, The Animals of Farthing Wood, werd gepubliceerd in 1979 door John Goodchild Publishers in twee delen getiteld Escape from Danger en The Way to White Deer Park. Later werd het boek als één deel uitgegeven.